# 木球 (台灣)
木球（英語：Woodball，在香港譯作「活木球」）是一項以球桿讓木球通過球門使木酒杯向上翻轉的運動，是一項起源於台灣的室外體育運動。

## 木球的起源
木球是於1990年由翁明輝先生自行研發的新運動項目。
1990年初翁明輝先生耗時2年研發球具。其球型靈感來自樓梯扶手上方的圓球，大小適當、十分適合一手掌握。球門柱的設計想法則來自臺灣啤酒瓶。此外翁明輝先生在聚餐時看到紅酒杯，而有了將紅酒杯倒掛於球門中間，以此作為明顯辨視木球是否過門的依據。球桿的桿頭設計也採用臺灣啤酒瓶的造型，將桿頭重心放在桿頭前方，揮桿時能更有效的將球擊往遠方。
經翁明輝先生在後花園研發木球，許多朋友都表示喜愛。所以其決定成立組織推廣木球。

## 歷史
- 1990年翁明輝先生發明木球。
- 1999年成立亞洲木球總會、歐洲木球聯盟及國際木球總會
- 1999年11月在科威特亞洲奧林匹克理事會通過承認木球運動項目
- 2002年1月在義大利，國際大學生體育聯盟執委會中決議通過，由中華民國大專體育總會主辦2004年世界大學木球錦標賽

木球始於台灣地區，當地木球運動正通過學校而蓬勃發展，各主要學府都有校隊，並有專職教練培訓，一些體育教師也積極參與推動木球走向世界的工作。
2001年，中國大陸開始接納木球運動，中國國家體育總局社會體育指導中心將木球定為正式推廣的運動項目，全面帶動了中國木球運動的開展和普及。
2011年亞洲杯木球公開賽將在7月份馬來西亞玻璃市州舉行。

## 國際木球總會宗旨
國際木球總會自1999年成立以來，開始有計劃性的推廣木球，宗旨在以亞洲為據點朝四方推廣，向天下播種。木球符合“Sport for All”的運動精神並提倡環保，故國際木球總會希望社會大眾不分年齡、性別都能一起享受木球運動的樂趣。

## 國際木球總會的工作
- 舉辦世界盃比賽。
- 指導各國辦理國際公開賽事。
- 協助辦理亞洲奧林匹克理事會（OCA）、國際大學運動總會（FISU）、亞洲大學運動總會（AUSF）、以及非洲大學運動總會（FASU）、東南亞大學體育委員會（AUSC）等國際運動組織辦理木球活動及賽事。
- 舉辦國際教練與裁判講習會。

## 舉辦國際比賽
- 舉辦木球世界盃錦標賽：由2004年起國際木總依續每兩年於台灣 (2004)、馬來西亞 (2006)、新加坡(2008)、泰國(2010)、馬來西亞(2012)、中國三亞(2014)、韓國濟州(2016)等地舉辦。
- 指導木球國際賽事：國際木總曾指導過奧地利、保加利亞、中國大陸、愛沙尼亞、香港、匈牙利、印度、印度尼西亞、日本、肯尼亞、澳門、馬來西亞、蒙古、俄國、新加坡、南韩、瑞典、臺灣、泰國、菲律賓和烏干達等國家舉辦國際公開賽事。

## 協辦國際木球賽事
- 亞洲沙灘運動會(木球項目)，協助亞洲奧林匹克理事會（OCA）2008年於印尼、2010年於阿曼、2012年於中國、2014年泰國、2016年越南主辦的國際比賽。
- 世界大學木球錦標賽，協助國際大學運動總會（FISU）2004年於臺灣、2006年於泰國、2010年於烏干達、2014年於馬來西亞，以及2016年於臺灣臺北主辦的國際比賽。
- 亞洲大學木球錦標賽，協助亞洲大學運動總會（AUSF）2000年於臺灣，2002年於日本，2003年於馬來西亞，2005年於蒙古，2007年於印尼，2009年於中國，2012年與2015年於印尼主辦的國際比賽。
- 2008年第五屆全非洲大學運動會，協助非洲大學運動總會（FASU）於烏干達主辦的國際比賽。